# Лужичка алијанса
Лужичка алијанса (глсрп. Łužiska Alianca, длсрп. Łužyska Alianca, њем. Lausitzer Allianz), раније Српска народна странка (глсрп. Serbska ludowa strona), политичка је партија основана 26. марта 2005. године у Кочебузу како би представљала Лужичке Србе у њемачким државама Саксонији и Бранденбургу у области Лужица. На трећем партијском конгресу 26. априла 2010. у Кочебусу, партија је промијенила назив у Лужичка алијанса. Партија је пуноправни члан Европске слободне алијансе.

## Историјска позадина
Осниваче партију сматрају насљедницом Лужичке народне партије основане 1919. године коју је забранио и растустио нацистички режим.

## Учешће на изборима
Партија је учествовала на општинским и окружним изборима 2008, регионалним изборима у Бранденбургу 2009. и општинским и регионалим изборима у Саксонији 2009. године. Српска народна странка је била изложена многим критикама, на примјер од Савеза Лужичких Срба, јер се сматра да би Лужички Срби боље представљале постојеће њемачке партије.

### Изузеће од изборног прага
Друга партија која заступа мањинске интересе на државном нивоу, Изборно удружење Јужног Шлезвига Данаца и Фриза, стекла је регионалне и мјесне заступнике у савезној држави Шлезвих-Холнштајн, гдје ужива изузеће од изборног прага који износи 5%, захваљујући њемачко-данском споразуму из 1955. године. Слично изузеће се помиње у уставу Бранденбурга за лужичкосрпску мањину, што није случај и у Саксонији. Према томе, партијске вође су изјавиле да им је потребно 7.000 гласова да би партија стекла заступнике у Ландтагу Бранденбурга.

### Општински и окружни избори у Бранденбургу 2008.
На мјесним изборима у Бранденбургу 28. септембра 2008. године, партија је учествовала на изборима у округу Шпреја-Ниса на листи заједно са грађанском иницијативом Клингер Руден као „Грађани за Лужицу — Клингер Руден”. Заједничка листа је стекла два заступника од могућих 50. У неколико општина у истом округу, имали су своје кандидате на општинским изборима.